# Eltűntnek nyilvánítás
Az eltűntnek nyilvánítás olyan polgári nemperes eljárás, amelynek célja az, hogy az eltűnt személyt (az eltűntet) eltűntnek nyilvánítsa.

## A hatályos magyar jog szerint
2018. január 1-jétől az eltűntnek nyilvánítás szabályait a 2017. évi CXVIII. törvény határozza meg. E törvény rendelkezéseit a 2018. január 1-jén és az azt követően indult ügyekben kell alkalmazni.
Az eltűntnek nyilvánítási eljárás célja, hogy társadalombiztosítási jogszabályon alapuló juttatás igénybevétele céljából megállapítsa egy személy eltűnését. A holtnak nyilvánítás iránti eljárás szabályait e §-ban foglalt eltérésekkel kell alkalmazni az eltűntnek nyilvánítási eljárásra.
Az eltűntnek nyilvánítás iránti eljárást a társadalombiztosítási jogszabályok szerinti juttatás igénybevételére jogosult személy kezdeményezheti. Hirdetmény kibocsátásának akkor van helye, ha azt a bíróság a tényállás megállapítása érdekében szükségesnek tartja. A hirdetmény napilapban való közzétételnek és ügygondnok kirendelésének nincs helye.
A bíróság az eltűntnek nyilvánítás tárgyában - hirdetmény kibocsátása esetén a hirdetményi határidő lejártát követő - 60 napon belül határoz.

## A korábbi magyar jog szerint
1953-tól az eltűntnek nyilvánításról a 105/1952. (XII. 28.) MT rendelet előírásai rendelkeztek.
Társadalombiztosítási jogszabályon alapuló olyan kérelem tárgyában, amely arra irányul, hogy a bíróság a biztosítottat eltűntnek nyilvánítsa, az a járásbíróság jár el, amelynek területén az eltűnt utolsó belföldi lakóhely, vagy - lakóhely hiányában - utolsó belföldi tartózkodási helye volt.
Az eljárás során a bíróság az érdekelteket meghallgatja, s ha a kérelmet nem tartja azonnal teljesíthetőnek, hirdetményt bocsát ki, amelyben felhívja az eltűntet, valamint mindazokat, akik hollétéről tudnak, hogy az eltűnésre, illetőleg az eltűnt hollétére vonatkozó adatokat a bíróságnak jelentsék be. A hirdetményt 30 napra ki kell függeszteni a bíróság hirdetőtáblájára, továbbá az illetékesség szempontjából irányadó községi (városi, illetőleg városi kerületi) tanács hirdetőtáblájára. Hírlapi közzétételnek és ügygondnok kirendelésének helye nincs, a bíróság azonban az eltűnt holléte felől hivatalból is tudakozódik, ha a rendelkezésre álló adatok alapján ettől eredmény várható.
- A bíróság az eltűnés tárgyában a hirdetménynek a bírósági hirdetőtáblán való kifüggesztésétől számított hatvan nap elteltével végzéssel határoz.[9]
- Az eltűnést megállapító végzést a bíróság bármelyik érdekelt kérelmére - a szükséghez képest a többi érdekeltek meghallgatása után - hatályon kívül helyezi, ha kitűnik, hogy az eltűnt él.[10]